# Тесленко Григорій Степанович
Григорій Степанович Тесленко (1904, село Мар'ївка Херсонського повіту Херсонської губернії, тепер Миколаївської області — 1986, тепер Україна) — радянський діяч, 1-й секретар Тянь-Шаньського обласного комітету КП(б) Киргизії. Кандидат економічних наук.

## Біографія
Народився в селянській родині. 
У 1926—1930 роках служив у прикордонних військах ОДПУ в Киргизькій АРСР.
Член ВКП(б) з 1930 року.
У 1930—1932 роках — голова правління колгоспу Каракольського району Киргизької АРСР.
У січні 1932 — 1937 року — заступник керуючого Киргизької обласної контори акціонерного товариства «Азіяхліб»; голова Каракольської районної колгоспної спілки; заступник голови виконавчого комітету Каракольської районної ради.
У 1938—1940 роках — 2-й секретар, 1-й секретар Тюпського районного комітету КП(б) Киргизії.
У 1940—1943 роках — 2-й секретар Іссик-Кульського обласного комітету КП(б) Киргизії.
У 1943—1945 роках — 1-й секретар Тянь-Шаньського обласного комітету КП(б) Киргизії.
У 1945—1947 роках — слухач Вищої партійної школи при ЦК ВКП(б) у Москві.
З 1947 року — на керівній роботі в Українській РСР.
Автор книги «Машинна обробка інформації у підсистемі управління виробництвом та випуском готової продукції (текст лекцій)». Київ: Київський інститут народного господарства імені Коротченка, 1976.
Потім — персональний пенсіонер.

## Нагороди
- орден «Знак Пошани» (31.01.1941)
- медалі